# Nationaal Museum van Afghanistan

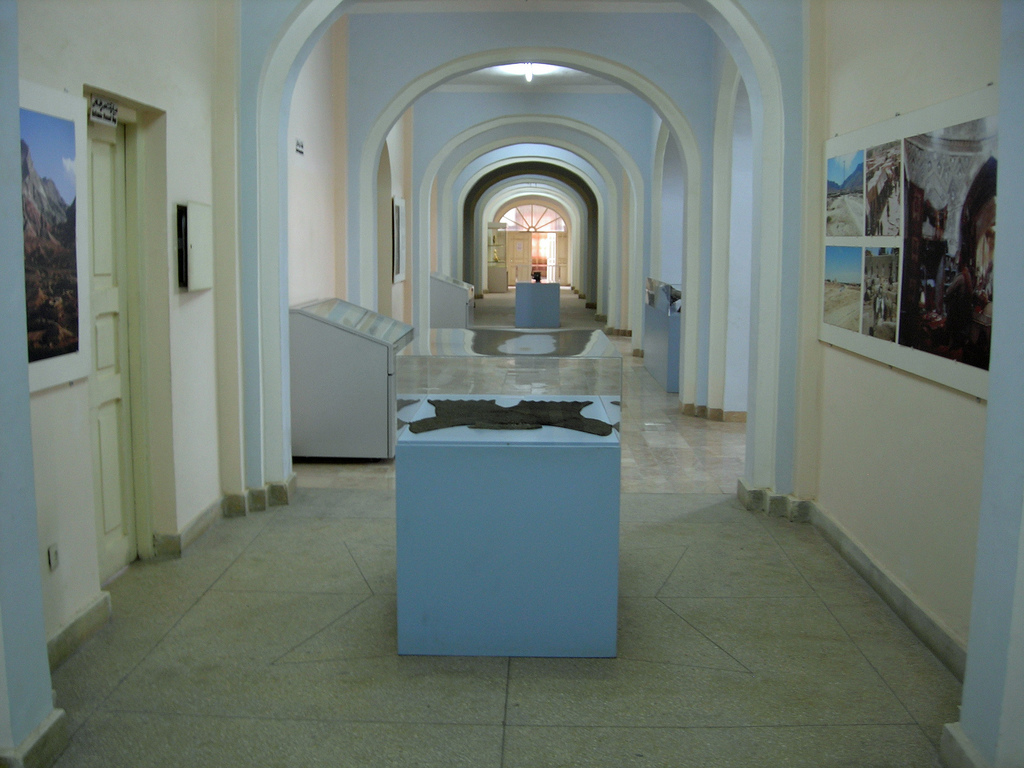
Het museum aan de binnenkant

Het Afghaanse Nationaal Museum is een in Kabul gevestigd kunstmuseum. Het museum werd in 1922 opgericht en bevat een collectie bestaande uit antieke kunst alsmede archeologische vondsten afkomstig uit onder meer China, Egypte, India en het oude Rome. Nadat in september 1996 de Taliban Kabul binnenvielen werd het museum geplunderd, in brand gestoken en met kogels en raketten bestookt. Dientengevolge is een deel van de collectie verloren gegaan. De oorspronkelijke collectie omvatte ongeveer 100.000 stukken. In het recente verleden werd de collectie ook aangevuld met enkele artefacten uit de pre-boeddhistische site van Mes Aynak. 
Directeur van het museum is Mohammad Zubair Abedi.